# Panteismo
Il panteismo (πάν (pán) = tutto e θεός (theós) = Dio, vuol dire letteralmente "Dio è Tutto" e "Tutto è Dio") è una visione del reale per cui ogni cosa è permeata da un Dio immanente e non trascendente o per cui l'Universo o la natura sono equivalenti a Dio (Deus sive Natura).
Definizioni più dettagliate tendono ad enfatizzare l'idea che la legge naturale, l'esistenza e l'universo (la somma di tutto ciò che è e che sarà) siano rappresentati nel principio teologico di un 'dio' astratto piuttosto che una o più divinità personificate di qualsiasi tipo. Questa è la caratteristica chiave che distingue il panteismo dal panenteismo e dal pandeismo. Ne deriva che molte religioni, pur reclamando elementi panteistici, sono in realtà per natura più panenteiste e pandeiste.
Michael Levine, nel suo libro Panteismo, lo definisce «una concezione non-teistica della divinità».
In senso lato, con "panteismo" si intende ogni dottrina filosofica che identifichi Dio con il mondo o con il principio che lo regge. Per l'esattezza, il concetto di Dio-Uno-Tutto si presenta in due versioni: quella "cosmistica", la quale afferma "Dio è nel Tutto", e quella "acosmistica" (il termine è di Hegel), la quale afferma "Il Tutto è in Dio". Nel primo caso, come nello stoicismo, Dio impregna e pervade l'universo in ogni sua parte; nel secondo caso, come nello spinozismo, l'universo in ogni sua parte rifluisce e si scioglie in Dio, quale Uno-Tutto Fuoco.

## Storia del panteismo
Il termine "panteista" (dal quale la parola "panteismo" è derivata) fu usato propriamente per la prima volta dal filosofo irlandese John Toland nella sua opera Socinianism Truly Stated, by a pantheist, del 1705. Comunque, il concetto era stato discusso già al tempo dei filosofi della Grecia antica, da Talete, Parmenide ed Eraclito. I presupposti ebraici del panteismo possono essere ricercati nella Torah stessa, nel racconto della Genesi e nei suoi primi materiali profetici, nei quali chiaramente gli "atti di natura" (come inondazioni, tempeste, vulcani, etc.) sono tutti identificati come "la mano di Dio" attraverso idiomi di personificazione, così spiegando gli aperti riferimenti al concetto, sia nel Nuovo Testamento, che nella letteratura cabalistica.
Nel 1785 sorse una consistente controversia, nota come Pantheismusstreit,  tra Friedrich Heinrich Jacobi e Moses Mendelssohn, che infine coinvolse molte importanti persone del tempo. Jacobi affermava che il panteismo di Lessing era materialistico, per il fatto che considerava tutta la natura e Dio come una sola sostanza estesa. Per Jacobi, esso non era altro che il risultato della devozione alla ragione, tipicamente illuminista, che avrebbe condotto all'ateismo. Mendelssohn espresse il suo disaccordo, asserendo che il panteismo era teistico.

### Il Panteismo di Eraclito
Il panteismo è una componente della dottrina del filosofo greco Eraclito, secondo cui il divino è in tutte le cose ed è identico al mondo nella sua interezza. Questa concezione porta a identificare il divino con l'Universo, facendolo divenire quindi l'Unità di tutti i contrari, il Fuoco generatore.
Il Dio-tutto di Eraclito ha in sé tutte le cose ed è una realtà eterna. Eraclito sembra rifarsi alla teoria della cosmologia ciclica, poiché la sua concezione della realtà è simile a un insieme di fasi alterne: un ciclo distruttivo-produttivo, che verrà sviluppato in seguito dagli Stoici.

### Il Panteismo degli Stoici
Il panteismo stoico è una delle più compiute espressioni di esso, dove Dio è la ragione e l'intelligenza che lo determina e lo permea. Il Dio stoico, quindi, non si identifica con l'universo, ma lo permea come suo fondamento e ragion d'essere.

### Il Panteismo di Bruno
La visione di Bruno può essere considerata un panteismo del Dio-Infinità ed ha alcuni caratteri del panpsichismo.

Nella filosofia di Giordano Bruno, i cinque dialoghi del De la causa, principio et uno intendono stabilire i princìpi della realtà naturale.
Forma universale del mondo è l'anima del mondo, la cui prima e principale facoltà è l'intelletto universale, il quale «empie il tutto, illumina l'universo e indirizza la natura a produrre le sue specie».
La materia è il secondo principio della natura, dalla quale ogni cosa è formata: «come nell'arte, variandosi in infinito le forme, è sempre una materia medesima che persevera sotto quella, come la forma dell'albore è una forma di tronco, poi di trave, poi di tavolo, poi di sgabello, e così via discorrendo, tuttavolta l'esser legno sempre persevera; non altrimenti nella natura, variandosi in infinito e succedendo l'una all'altra le forme, è sempre una medesma la materia».
Discende da questa considerazione l'elemento fondamentale della filosofia bruniana: tutta la vita è materia, materia infinita. Nella sua concezione, anche la Terra è dotata di anima.

Egli in De l'infinito, universo e mondi scrive: 
(G. Bruno, Dialoghi metafisici, Firenze, Sansoni 1985, p. 382)

### Il Panteismo di Spinoza
La tesi centrale del pensiero di Baruch Spinoza è l'identificazione panteistica o, meglio, immanentistica di Dio con la Natura (Deus sive Natura) ed in essa convergono i temi ed i motivi appartenenti alle tradizioni culturali più disparate, la teologia giudaica, la filosofia ellenistica, la filosofia neoplatonica-naturalistica del Rinascimento, il razionalismo cartesiano ed il pensiero arabo, ed infine le sfumature di Thomas Hobbes.

Spinoza concepisce un Dio coniugato con l'unità e la necessità e perciò: 
(B. Spinoza, Etica, Roma, Editori Riuniti 2004, p.94)

Ne consegue la dimostrazione di ciò che Dio è: 
(B. Spinoza, Etica, cit., p. 110)
Questa concezione fa sì che il Dio di Spinoza (ma non meno quello degli Stoici), per qualche filosofo contemporaneo, risulti essenzialmente un impersonale Dio-Necessità, contrapponibile al Dio-Volontà come persona divina tipica dei monoteismi.

## Descrizione

### Tipi di panteismo
Si possono distinguere tre gruppi di panteisti:
- panteismo classico, che si esprime attraverso l'immanente Dio del Giudaismo, Induismo, Monismo, neopaganesimo e delle dottrine New Age, generalmente considerando Dio come personificazione o manifestazione cosmica;
- panteismo biblico, che è espresso negli scritti della Bibbia;
- panteismo naturalistico, basato sulle, relativamente recenti, visioni di Baruch Spinoza (che potrebbe essere stato influenzato dal panteismo biblico) e John Toland (che coniò il termine "panteismo"), così come sulle influenze contemporanee.

La maggioranza delle persone che possono identificarsi come "panteiste" appartengono al tipo classico (come gli Indù, i Sufi, gli Unitaristi, i neopagani, i seguaci della New Age, etc), mentre molte persone che identificano se stesse come panteiste (non essendo membri di un'altra religione) appartengono al tipo naturalista. La divisione tra le tre branche del panteismo non sono completamente chiare in tutte le situazioni, rimanendo dei punti di controversia nei circoli panteisti. I panteisti classici generalmente accettano la dottrina religiosa secondo cui ci sarebbe una base spirituale per tutta la realtà; mentre i panteisti naturalisti generalmente non concordano, piuttosto intendendo il mondo in termini più naturalistici. La confusione tra i concetti di panteismo e ateismo è un problema antico in linguistica. Gli antichi romani si riferivano ai primi cristiani come atei e le spiegazioni di questo fenomeno semantico possono variare.

### Metodi di spiegazione
Una caratteristica spesso citata del panteismo è che ogni essere umano, essendo parte dell'universo o della natura, è parte di Dio. Uno dei problemi discussi dai panteisti è come possa esistere il libero arbitrio in un contesto simile. In risposta, qualche volta è data la seguente analogia (particolarmente dai panteisti classici): "stai a Dio come una tua singola cellula sta a te".
L'analogia sostiene anche che, sebbene una cellula possa essere cosciente del suo ambiente e abbia persino qualche scelta (libero arbitrio) tra giusto e sbagliato (uccidere un batterio, divenire cancerogena o non fare semplicemente niente), ha presumibilmente una comprensione limitata dell'essere più grande, di cui fa parte. Un altro modo di comprendere questo tipo di relazione è tramite la frase indù tat tvam asi - "quello che sei", in cui l'anima/essenza umana o Ātman è intesa medesima di Dio o Brahman. Nel contesto indù, si crede che il singolo debba essere liberato attraverso l'illuminazione (moksha), in modo da sperimentare e capire pienamente questa relazione: la parte diventa non dissimile dal tutto.
Non tutti i panteisti accettano l'idea del libero arbitrio, dato che il determinismo è largamente diffuso, particolarmente presso i panteisti naturalistici. Sebbene le interpretazioni individuali del panteismo possano suggerire certe implicazioni per la natura e l'esistenza del libero arbitrio e/o determinismo, il panteismo non implica il requisito di credere in entrambi. Comunque, il problema è largamente discusso ed è presente in molte altre religioni e filosofie.

### Dibattito
Alcuni sostengono che il panteismo è poco più che una ridefinizione della parola "Dio" per definire "esistenza", "vita" o "realtà". Molti panteisti direbbero che, se fosse così, un tale cambiamento nel modo in cui pensiamo a queste idee servirebbe a creare una nuova e potenzialmente più perspicace concezione sia dell'esistenza, che di Dio.
Forse il più significativo dibattito all'interno della comunità panteistica è quello riguardante la natura di Dio. Il panteismo classico crede in un Dio personale, cosciente e onnisciente e vede questo Dio come unificante di tutte le vere religioni. Il panteismo naturalistico crede invece in un Universo non cosciente e non senziente che, sebbene sacro e meraviglioso, è visto come un Dio in senso non tradizionale e non personale.
I punti di vista compresi all'interno della comunità panteista sono necessariamente diversi, ma l'idea centrale, che vede l'Universo come un'unità onnicomprensiva e la sacralità sia della natura che delle sue leggi, è comune. Alcuni panteisti sostengono, inoltre, un fine comune di natura e uomo, sebbene altri rifiutino l'idea di un fine e vedano l'esistenza come esistente di per sé.

## Concetti panteistici nella religione

### Induismo
È generalmente riconosciuto che i testi religiosi indù sono i più antichi conosciuti in letteratura contenenti idee panteistiche. Nella teologia indù, Brahman è la realtà infinita, immutabile, immanente e trascendente che è il Divino Terreno di tutte le cose nell'Universo e che è anche la somma totale di tutte le cose che sono, sono state e saranno. Questa idea di panteismo è rintracciabile in alcuni testi più antichi come i Veda e gli Upanishad e nella più tarda filosofia Advaita. Tutti i Mahāvākya degli Upanishad, in un modo o nell'altro, sembrano indicare l'unità del modo con Brahman.
Chāndogya Upanishad dice "Tutto in questo Universo in realtà è Brahman; da lui esso procede; all'interno di lui è dissolto; in lui respira, così lasciate che ognuno lo adori tranquillamente". Inoltre dice: "Tutto l'Universo è Brahman, da Brahman a una zolla di terra. Brahman è la causa efficiente e materiale del mondo. Egli è il vasaio da cui si forma il vaso; egli è la creta con il quale è fabbricato. Tutto proviene da Lui, senza perdita o diminuzione della fonte, come la luce irradiata dal sole. Ogni cosa è unita entro Lui ancora, come le bolle che esplodono si uniscono all'aria, come i fiumi sfociano negli oceani. Tutto proviene e ritorna a Lui, come la tela di un ragno è fabbricata e ritratta dal ragno stesso." Negli inni del Rig Veda, una traccia di pensiero panteista può essere riconosciuta nel libro decimo (10-121).
Questa concezione di Dio lo vede come l'unità, con gli dei personali e individuali aspetto dell'Unico, sebbene differenti divinità siano viste da diversi fedeli come particolarmente adatte alle loro preghiere. Come il sole emana raggi di luce che provengono dalla stessa fonte, lo stesso avviene dagli sfaccettati aspetti di Dio emanati da Brahman, come più colori dallo stesso prisma. Il Vedānta, specificatamente l'Advaita, è una branca della filosofia indù che pone grande accento su questa materia. Molti aderente vedantici sono monisti o "non-dualisti, vedendo le molteplici manifestazioni di un solo Dio o della fonte dell'essere, una visione che è spesso considerata dai non induisti come politeista.
Il panteismo è la componente chiave della filosofia Advaita. Altre suddivisione dei Vedanta non sostengono in maniera peculiare le stesse istanze. Per esempio, la scuola Dvaita di Madhvacharya ritiene che Brahman sia il Dio esterno personale Visnù, laddove invece le scuole Rāmānuja sposano il Panenteismo.

### Ebraismo
Il senso radicalmente immanente del divino nella mistica ebraica (Kabbalah) si ritiene abbia ispirato la formulazione del panteismo da parte di Spinoza. Nonostante ciò, la teoria di Spinoza non è stata recepita dall'Ebraismo ortodosso. D'altro canto, Schopenhauer sosteneva che il panteismo spinoziano fosse una conseguenza della lettura di Nicolas Malebranche da parte del filosofo olandese:
Malebranche insegna che tutto ciò che osserviamo è in Dio stesso. Ciò equivale a voler spiegare qualcosa di ignoto mediante qualcosa di ancor più oscuro. Inoltre, secondo Malebranche noi non solo vediamo tutto in Dio, ma Dio è anche l'unica attività, sicché le cause fisiche sono mere occasionalità (Ricerca della verità, Libro VI, seconda parte, cap. 3.). E così qui rinveniamo essenzialmente il panteismo di Spinoza che pare abbia appreso più da Malebranche che da Descartes. (Schopenhauer, Parerga e paralipomena, Vol. I, "Schizzo di una storia della teoria dell'ideale e del reale").

Inoltre, Israel ben Eliezer, fondatore dello Chassidismo, aveva un senso mistico del divino che può essere definito come Panenteismo.
Secondo l'ebraismo biblico l'origine dell'Universo si è basata sulla Torah (legge) della natura. Pertanto la Torah originale non è rinvenibile negli scritti di Mosè, bensì nella natura stessa.  "Interpretare" la Torah della natura equivale ad "interpretare" la Torah della rivelazione e teoricamente alla fin fine coincideranno l'una con l'altra [come si dimostra ad esempio con la scoperta del Big Bang nel 1965]. L'ortodossia rabbinica considerando questa posizione come una discrepanza, allo scopo di porre la Torah scritta al di sopra di quella data per prima in natura, ha sostenuto che la Torah scritta precedette la creazione, infatti a partire dalla Torah scritta che Dio "ha parlato" nella creazione. Questa posizione non è accolta dai panteisti biblici.
Maimonide, benché Ortodosso, nei suoi scritti sulla riconciliazione fra le sacre scritture e la scienza, accolse l'opinione dell'equivalenza fra la Torah della natura e la Torah delle scritture e trovò la sua logica come inevitabile. Queste tesi, senza dubbio, servirono da sfondo per lo sviluppo delle teorie di Baruch Spinoza.

### Cristianesimo
Vi è un certo numero di tradizioni minori nell'ambito della storia del Cristianesimo secondo le quali le origini del loro credo panteistico sono da rintracciare nel Nuovo Testamento ed in altre correlate tradizioni ecclesiastiche. La diversità di questo punto di vista è rintracciabile a partire dai primi Quaccheri sino ai successivi Unitaristi e fino ad arrivare alle stesse principali denominazioni del cattolicesimo tradizionale e del protestantesimo liberale.
Altre fonti includono la  Teologia del processo, la Spiritualità della Creazione, i Fratelli del libero spirito, altri ancora ne sostengono la presenza fra gli Gnostici. Tale idea ha avuto, per qualche tempo, aderenti in vari segmenti del Cristianesimo.
Alcuni Cristiani considerano la Trinità in questo significato: lo Spirito Santo tiene insieme l'Universo e personifica se stesso come il Padre, che a sua volta personifica se stesso come il Figlio dentro questo Universo (ciò significa che il Padre è al di fuori dell'Universo, del Tempo e dello Spazio). Secondo altri, lo Spirito Santo è consapevole e utilizzabile e per questo è usato da Dio per benedire la gente con i Doni dello Spirito Santo. Tutti i poteri sovrannaturali si ritiene che siano possibili anche dal binomio Universo/Spirito Santo.
I panteisti di religione cristiana asseriscono che l'origine del loro credo è rintracciabile nelle Sacre Scritture, nel Vecchio Testamento come nel Nuovo ed attenuano le difficoltà che i teologi della Chiesa Apostolica Romana hanno sempre cercato di "risolvere" nei concili sul tema della Trinità e della Natura di Cristo come il Verbo (solo il panteismo fornisce una formulazione per il Cristo come "Verbo" di Dio e per l'unità del Monoteismo).
Il parificare nella Bibbia Dio agli atti della natura e la definizione di Dio data nello stesso Nuovo Testamento forniscono un persuasivo richiamo verso questo sistema di credenze.
I panteisti cristiani sostengono che la definizione cattolica di Dio fu pesantemente influenzata da fonti non bibliche, tra queste in particolar modo il Neo-Platonismo, che consideravano Dio come qualcosa che "esiste" fuori dalla "esistenza", pertanto la definizione di "Dio" si riferiva ad un qualcosa "che non esiste", cioè, ad un Dio non-esistente. È proprio questa basilare definizione neo-platonica di non-esistenza che i panteisti cristiani ritengono biasimevole e contraria alle scritture.
Agostino rigettò il panteismo per i seguenti motivi:
Ma c'è un motivo che, al di là di ogni passione polemica, deve indurre uomini intelligenti o comunque siano, perché all'occorrenza non si richiede un'alta intelligenza, a fare una riflessione. Se Dio è la mente del mondo e se il mondo è come un corpo a questa mente, sicché è un solo vivente composto di mente e di corpo ed esso è Dio che contiene in se stesso tutte le cose come in un grembo della natura; se inoltre dalla sua anima, da cui ha vita tutto l'universo sensibile, vengono derivate la vita e l'anima di tutti i viventi secondo le varie specie, non rimane nulla che non sia parte di Dio. Ma se questa è la loro tesi, tutti possono capire l'empietà e la irreligiosità che ne conseguono. Qualsiasi cosa si pesti, si pesterebbe una parte di Dio; nell'uccidere qualsiasi animale, si ucciderebbe una parte di Dio. Non voglio dir tutte le cose che possono balzare al pensiero. Non è possibile dirle senza vergogna.
come pure:
Riguardo allo stesso animale ragionevole, cioè l'uomo, la cosa più banale è ritenere che una parte divina prende le botte quando le prende un fanciullo. E soltanto un pazzo può sopportare che le parti divine divengano dissolute, ingiuste, empie e in definitiva degne di condanna. Infine perché il dio si arrabbierebbe con coloro che non lo onorano se sono le sue parti a non onorarlo?
Nel Vangelo secondo Tommaso (considerato apocrifo dai Cristiani), Gesù disse:
Io sono la Luce: quella che sta sopra ogni cosa; io sono il Tutto: il Tutto è uscito da me e il Tutto è ritornato in me. Fendi il legno, e io sono là; solleva la pietra e là mi troverai.
Tuttavia questa è un'affermazione dell'onnipresenza di Dio, non in senso panteistico, ma in armonia con l'insegnamento che ogni apparenza fenomenica è riflesso della luce divina.

### Cattolicesimo
Rigettando il panteismo, il Concilio Vaticano I dichiara:
(Costituzione dogmatica  De fide catholica  805)

### Islam
La maggioranza dei Musulmani condanna il concetto di panteismo e lo considera come un insegnamento non-Islamico. Tuttavia, il Sufismo è ritenuto dai musulmani contenere insegnamenti panteistici.
Il Sufismo può essere suddiviso nelle seguenti categorie:
- Sufismo originario - Sincretico: Mescola insieme dottrine e concetti dell'Islam con credenze e pratiche religiose locali dei paesi Orientali e Occidentali. Lo si pratica in paesi non-Islamici.
- Sufismo ḥadīth - Tradizionale: è l'Islam con un'enfasi sulle forme ortodosse della spiritualità e del misticismo Islamico. Essenzialmente ortodosso e considerato prevalentemente come una subcultura nei paesi Islamici. Sunniti o Sciiti.
- Sufismo Coranico - Coranico: Si attiene strettamente a quanto scritto nel Corano compreso il profetismo e non accetta i più recenti ḥadīth come altrettanto ispirati dalla tradizione. È considerato non-ortodosso o come una forma di neo-ortodossia ed è praticato soprattutto nell'occidente islamico. Ha subito influenze dal concetto di riforma e restaurazione del Protestantesimo. Né il Sunnismo né il Sciismo sono da considerare come forme di ḥadīth.

Il concetto di Panteismo si può rinvenire in ciascuno dei suddetti tipi di Sufismo, a differenza della maggioranza ortodossa dell'Islam, esso è molto diverso ed accentua l'esperienza e la conoscenza spirituale personale ed individuale. Le fonti dell'interpretazione panteistica differirebbero a seconda della tradizione cui fanno capo. Il Sufismo originario risentirebbe ovviamente dei testi orientali, il Sufismo ḥadīth sarebbe influenzato dagli studiosi Islamici del regno del Solimano, il Sufismo Coranico vedrebbe lo stesso Corano come la continua rivelazione e la personificazione linguistica è interpretata in modo coerente con i profeti biblici. La maggioranza dei Musulmani Ismailiti è panteista, o per essere più precisi, Panenteista.

### Gli scritti di Seth e il Panteismo
Il concetto di Panteismo è parte integrante di molte delle credenze religiose e delle filosofie della New Age; la sua differenza rispetto al panenteismo è sostenuta in modo specifico negli scritti di Seth come presentati dalla medium Jane Roberts (1929-1984).  Seth, l'"entità" cui da voce la Roberts, diceva che Dio è formato di energia mentale, e questa energia mentale è la sostanza che dà vita a tutti gli esseri e a tutte le cose; la coscienza di Dio è veicolata da questa energia, per cui la coscienza di Dio è onnipresente.  Seth spesso si riferiva a Dio come a "Tutto ciò che è" e diceva che "Tutte le facce appartengono a Dio".  Seth descriveva Dio come una forma contenente tutti gli individui al suo interno; inoltre aggiungeva che Dio si conosce come è, ma anche si conosce come ciascun individuo.  Tuttavia, questo insegnamento ha molto in comune con il correlato concetto di panenteismo, dato che pone in risalto la personificazione di Dio e quindi si trasforma in un teismo.

### Altre religioni
Molti elementi panteistici sono presenti in alcune forme di Buddismo, Neopaganesimo, e Teosofia insieme a molte variabili denominazioni. Si veda anche la Neopagana Gea e la Church of All Worlds.
Molti Universalisti si considerano panteisti.
Il filosofo Paul Carus si definiva "un ateista che ama Dio". Egli criticò ogni forma di monismo che cercava l'unità del mondo non nell'unità della verità bensì nella unicità di una logica supposizione di idee. Carus definiva tali concetti come "henismo".

Il Taoismo propugna una visione panteistica e il "Tao" potrebbe essere paragonato al "Deus-sive-Natura" di Spinoza. Anche lo Shintoismo giapponese presenta aspetti panteistici, pur non essendo panteista totalmente, in quanto concepisce la Natura e l'Universo come animati dai kami, entità spirituali, risultando quindi una religione legata all'animismo.

## Concetti connessi

### Panenteismo
Il Panteismo e il panenteismo presentano aspetti comuni ma non coincidono: il primo vede l'universo pieno di Dio il secondo lo vede come parte di Dio. Filosoficamente, però, i due concetti sono ben distinti. Mentre per il panteismo Dio è sinonimo della natura, per il panenteismo, invece, Dio è superiore alla natura e la include. È la ragione per cui Hegel definiva quello spinoziano un panteismo acosmistico (senza mondo).
Per alcuni tale distinzione è inutile, mentre altri la considerano un significativo punto di divisione. Molte delle maggiori fedi descritte come panteistiche potrebbero essere descritte anche come panenteistiche, al contrario ciò non è possibile per il panteismo naturalistico (perché non considera Dio come superiore alla sola natura). Per esempio, elementi appartenenti al panenteismo ed al panteismo si rinvengono nell'Induismo. Certe interpretazioni dei testi Bhagavad Gita e Shri Rudram Chamakam sostengono questo punto di vista.

### Cosmismo
Mentre questo termine è raramente usato, e molto spesso è solo un sinonimo di Panteismo, l'insolita filosofia da esso indicata è stata utilizzata in modo piuttosto differente, ma in ogni caso con essa si vuole esprimere il concetto che Dio è un qualcosa creato dalla mente umana, forse rappresenta uno stadio finale della evoluzione dell'uomo, raggiunto attraverso la pianificazione sociale, l'eugenetica e altre forme di ingegneria genetica.
H. G. Wells diede vita a una forma di cosmismo, che denominò World Brain ("Cervello mondiale"), rifacendosi a un saggio da lui pubblicato nel 1937, in cui viene tra l'altro descritta la creazione di una biblioteca-enciclopedia. Tale idea venne ripresa nel libro God the Invisible King, in cui l'autore consiglia all'umanità di istituire un sistema socialista, strutturandolo sui dati statistici sociali ed eugenetici, sull'istruzione e l'eugenetica, in modo che un giorno idealmente possa essere alla pari e possibilmente anche fondersi con la stessa divinità panteista, e anche in alcuni paragrafi di Outline of History, che richiamavano tali credenze dell'autore e le sue ricerche sull'insegnamento di Gesù e di Buddha. Queste idee vengono riprese nel suo libro Shape of Things to Come e nel film da esso tratto nel 1936 Things to Come; in essi viene descritta l'umanità che, sopravvivendo ad una guerra apocalittica e a un prolungato periodo Feudale, si unisce per dar vita ad una utopia collettivista.
In Israele, il Cosmismo è stato oggetto di studio da parte di Mordekhay Nesiyahu, uno dei primi ideologi del Movimento Laburista Israeliano e docente presso l'Università di Beit Berl. Secondo questo autore Dio è qualcosa che non esisteva prima dell'uomo, ma era una entità secolare. Infatti fu la ricostruzione del Tempio di Gerusalemme ad avere un ruolo nell'"invenzione" di questa entità.
Nel XX secolo, lo statunitense  William Luther Pierce, un nazionalista bianco iscritto nel Partito Nazista Americano e, a sua volta, fondatore del movimento Alleanza Nazionale, utilizzò il termine "Cosmismo". Per Pierce (così come per Wells), Dio sarebbe il risultato finale dell'eugenetica e dell'igiene razziale (Si veda: Nazismo, Francis Galton e Teosofia).
La "Noosfera" descritta da Vladimir Vernadsky e da Pierre Teilhard de Chardin potrebbe essere considerata come la descrizione di una divinità Cosmistica, come anche la coscienza collettiva di Émile Durkheim e l'inconscio collettivo di Carl Gustav Jung.
Arthur C. Clarke fa un possibile riferimento alla Noosfera Cosmista nel suo libro del 1953 Childhood's End (tradotto in italiano con il titolo Le guide del tramonto), riferendosi ad essa come la "Overmind", una mente alveare interstellare. 

### Pandeismo
Il Pandeismo è una specie di Panteismo che include una forma di Deismo, sostenendo che l'Universo è identico a Dio, ma anche che Dio precedentemente fu una forza cosciente e senziente ovvero una entità che progettò e creò l'Universo. Diventando l'Universo, Dio divenne inconscio e non senziente. A parte questa distinzione (e la possibilità che l'Universo un giorno ritornerà ad essere Dio), le credenze Pandeistiche sono identiche a quelle del Panteismo.

## Etica
Secondo Schopenhauer, nel panteismo non vi è etica. Il panteismo, nel suo complesso, naufragherebbe a fronte delle inevitabili esigenze etiche e quindi non avrebbe risposte sul male e sulle sofferenze del mondo. Se il mondo è una teofania, allora ogni cosa fatta dagli uomini, ed anche dagli animali, è da considerarsi parimenti divina ed eccellente; niente può essere giudicato più censurabile e più meritevole rispetto ad ogni altra cosa; quindi non vi è etica. (Il mondo come volontà e rappresentazione, Vol. II, Cap. XLVII)
Tuttavia, alcuni panteisti sostengono che  il punto di vista panteista è molto più etico, evidenziando che ogni danno arrecato all'altro è come fare male a se stessi, perché arrecare danno ad uno è come arrecare danno a tutti. Ciò che è bene e ciò che è male non dipende da qualcosa al di fuori di noi, ma è il risultato di come ci rapportiamo gli uni con gli altri. Il fare bene non si deve basare sulla paura di una punizione da parte di Dio, bensì deve scaturire da un reciproco di tutti verso tutto.
Le forme tradizionali e le varie definizioni di panteismo, comunque, rinviano ai loro testi sacri e ai loro maestri per le definizioni di ordine etico.